# Al-Harith ibn Jabalah
Al-Ḥārith ibn Jabalah (en árabe: الحارث بن جبلة; [Flavios] Arethas [Φλάβιος] Ἀρέθας en fuentes griegas y Jalid ibn Jabalah, خالد بن جبلة en fuentes islámicas posteriores) fue rey de los gasánidas, árabes preislámicos que vivían en la frontera oriental del Imperio bizantino. El quinto gobernante gasánida de ese nombre, reinó desde c. 528 a 569 y jugó un importante papel en las guerras romano-sasánidas y en los asuntos de la Iglesia Ortodoxa Siríaca. Por sus servicios a Bizancio, fue nombrado patricio (patrikios) y vir gloriosissimus, una de las más altas dignidades después de la del emperador.

## Biografía

### Primeros tiempos
Harith era hijo de Jabalah IV (Gabalas en fuentes griegas) y hermano de Abu Karib (Abocharabus), filarca de Palestina Salutaris. Se convirtió en monarca de los gasánidas y filarca de Arabia Petraea y Palestina Secunda probablemente en el 528, después de la muerte de su padre en la batalla de Thannuris. Poco después en c. 529, el emperador bizantino Justiniano I (r. 527–565), en palabras del historiador Procopio de Cesarea, lo elevó 'a la dignidad de rey', convirtiéndose en el comandante general de todos los aliados árabes del Imperio (foederati) en el Oriente, con el título de πατρίκιος καὶ φύλαρχος τῶν Σαρακηνῶν ('patricio y filarca de los sarracenos'). Sin embargo, su área de control real pudo haberse limitado inicialmente a la parte nororiental de la frontera árabe de Bizancio. En ese momento, los bizantinos y sus aliados árabes participaron en la Guerra de Iberia contra el Imperio sasánida y sus aliados árabes, los lájmidas. Este movimiento lo diseñó Justiniano para crear un contrapoder al poderoso gobernante lájmida, Mundhir, que controlaba las tribus árabes aliadas de los persas.

### Carrera militar

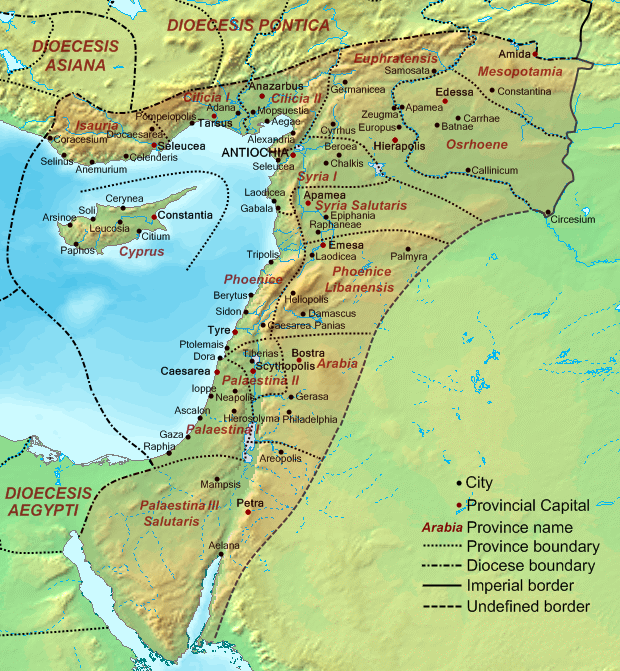
Diócesis bizantina de Oriente. Varias tribus árabes bajo sus filarcas se establecieron como foederati en las distintas provincias y con el ascenso de Harith a la realeza, los gasánidas, con sede en Palaestina II, se convirtieron en fundamentales.

Con estas fuerzas, Harith luchó en nombre de los bizantinos en sus numerosas guerras contra Persia. Ya en 528 fue uno de los comandantes enviados en una expedición punitiva contra Mundhir. En 529, ayudó a reprimir la revuelta samaritana a gran escala, capturando a 20.000 niños y niñas que vendió como esclavos. Quizás fue la exitosa participación de Harith en este conflicto lo que llevó a Justiniano a promocionarlo a filarca supremo. Es posible que haya participado con sus hombres en la victoria bizantina de la batalla de Dara en 530, aunque ninguna fuente lo menciona explícitamente. En 531, lideró un contingente árabe de 5.000 hombres en la batalla de Callinicum. Procopio, una fuente hostil al gobernante de los gasánidas, afirmó que los árabes, situados a la derecha de los bizantinos, les traicionaron, huyendo, por lo que perdieron la batalla. Sin embargo, Juan Malalas, cuyos escritos son generalmente más confiable, informa que, si bien algunos árabes huyeron, Harith se mantuvo firme. El cargo de traición contra Harith apuntado por Procopio, parece verse debilitado más aún por el hecho de que, a diferencia de Belisario, mantuvo el mando y participó en operaciones militares alrededor de Martyropolis más adelante.
En 537/538 o 539, se enfrentó a Mundhir de los lájmidas por los derechos de pastoreo en las tierras al sur de Palmira, cerca de la antigua Strata Diocletiana. Según relatos posteriores de al-Tabari, invadió el territorio de Mundhir y se llevó un rico botín. El emperador sasánida, Cosroes I (r. 531–579), utilizó esta disputa como pretexto para reiniciar las hostilidades contra los bizantinos, y estalló una nueva guerra en 540. En la campaña de 541, Harith y sus hombres, acompañados por 1.200 bizantinos bajo los generales Juan el Glotón y Trajano, fueron enviados por Belisario a hacer una razia en Asiria. La expedición fue exitosa, penetró lejos en territorio enemigo y obtuvo un importante botín. En algún momento, sin embargo, el contingente bizantino fue enviado de vuelta, y posteriormente Harith no pudo reunirse ni informar a Belisario sobre su paradero. Según el relato de Procopio, todo esto, junto al brote de una enfermedad en el ejército, obligó a Belisario a retirarse. Procopio alega además que se hizo deliberadamente para que los árabes no tuvieran que compartir su botín. Sin embargo, en su Historia secreta, Procopio proporciona un relato diferente de la inacción de Belisario, sin relación alguna con el gobernante gasánida. En c. 544/545, Harith estuvo involucrado en un conflicto armado con otro filarca árabe, al-Aswad, conocido en griego como Asouades.
Desde c. 546 en adelante, mientras los dos grandes imperios estaban en paz en Mesopotamia después de la tregua de 545, el conflicto entre sus aliados árabes continuó. En una razia repentina, Mundhir capturó a uno de los hijos de Harith y lo hizo sacrificar. Poco después, sin embargo, los lájmidas sufrieron una fuerte derrota en una batalla entre los dos ejércitos árabes. El conflicto continuó, con Mundhir organizando repetidas incursiones en Siria. En una de ellas, en junio de 554, Harith lo encontró en la batalla decisiva de Yawm Halima (el 'Día de Halima'), celebrado en la poesía árabe preislámica, cerca de Calcis, en donde los lájmidas fueron derrotados. Mundhir cayó, pero Harith también perdió a su hijo mayor Jabalah.
En noviembre de 563, Harith visitó al emperador Justiniano en Constantinopla, para discutir su sucesión y las incursiones contra sus dominios por el gobernante lájmida Amr ibn Hind, quien finalmente fue sobornado. Harith dejó una vívida impresión en la capital imperial, no menos importante por su presencia física. Juan de Éfeso narra que años después, el emperador Justino II (r. 565–578), que había caído en la locura, se asustó y escondió cuando le dijeron que 'Arethas viene a por ti'.

### Muerte
Cuando Harith murió en 569 durante un supuesto terremoto, fue sucedido por su hijo al-Mundhir III ibn al-Harith (en griego koinē, Φλάβιος Ἀλαμούνδαρος) Flávios Alamúndaros en fuentes bizantinas). Aprovechando esto, el nuevo gobernante lájmida Qabus ibn al-Mundhir lanzó un ataque, pero fue derrotado decisivamente. [25]

## Política religiosa
En contraste con sus señores bizantinos, Harith era un miafisita acérrimo y rechazó el Concilio de Calcedonia. A lo largo de su gobierno, apoyó las tendencias anti-calcedonias en la región de Siria, presidiendo los concilios de la Iglesia y participando en la teología, contribuyendo activamente al renacimiento de la Iglesia monofisita durante el siglo VI. Así, en 542, después de dos décadas de persecuciones que habían decapitado al liderazgo monofisita, apeló por la designación de nuevos obispos monofisitas en Siria a la emperatriz Teodora, cuyas inclinaciones monofisitas eran bien conocidas. Teodora nombró obispos a Jacobo Baradeo y a Teodoro. Jacobo en particular demostraría ser un líder muy capaz, convirtiendo paganos y ampliando y fortaleciendo enormemente la organización de la Iglesia monofisita..